# Manuel Jiménez Ábalo
Manuel Enrique Jiménez Ábalo (ur. 27 października 1956 w Vilagarcía de Arousa) –hiszpański piłkarz grający na pozycji obrońcy.

## Kariera klubowa
Karierę piłkarską Jiménez Ábalo rozpoczynał w małych klubach o nazwach Carril i Arosa. Następnie został piłkarzem Sportingu Gijón. W 1979 roku awansował do kadry pierwszego zespołu. W Primera División zadebiutował 8 września 1979 roku w wygranym 2:1 domowym spotkaniu z Sevillą FC. 17 lutego 1980 roku w meczu z Athletikiem Bilbao (2:0) strzelił pierwszą bramkę w lidze hiszpańskiej. W 1980 roku zajął ze Sportingiem 3. miejsce w Primera División. W latach 1981 i 1982 dwukrotnie z rzędu zagrał w finale Pucharu Króla, jednak w obu przypadkach Sporting przegrywał (odpowiednio 1:3 z Barceloną i 1:2 z Realem Madryt). Graczem klubu z Gijón był do 1991 roku i w jego barwach rozegrał 420 ligowych meczów i strzelił 8 bramek.
Latem 1991 roku Jiménez Ábalo odszedł do Realu Burgos. W nim po raz pierwszy wystąpił 1 września 1991 w meczu z Atlético Madryt. W zespole Realu zagrał 38 razy i po sezonie 1991/1992 zakończył karierę piłkarską.
| Sezon   | Klub           | Kraj      | Rozgrywki        | Mecze | Bramki |
| ------- | -------------- | --------- | ---------------- | ----- | ------ |
| 1979/80 | Sporting Gijón | Hiszpania | Primera División | 34    | 1      |
| 1980/81 | Sporting Gijón | Hiszpania | Primera División | 34    | 0      |
| 1981/82 | Sporting Gijón | Hiszpania | Primera División | 33    | 1      |
| 1982/83 | Sporting Gijón | Hiszpania | Primera División | 33    | 0      |
| 1983/84 | Sporting Gijón | Hiszpania | Primera División | 30    | 1      |
| 1984/85 | Sporting Gijón | Hiszpania | Primera División | 33    | 0      |
| 1985/86 | Sporting Gijón | Hiszpania | Primera División | 34    | 0      |
| 1986/87 | Sporting Gijón | Hiszpania | Primera División | 43    | 1      |
| 1987/88 | Sporting Gijón | Hiszpania | Primera División | 37    | 0      |
| 1988/89 | Sporting Gijón | Hiszpania | Primera División | 37    | 1      |
| 1989/90 | Sporting Gijón | Hiszpania | Primera División | 37    | 2      |
| 1990/91 | Sporting Gijón | Hiszpania | Primera División | 35    | 1      |
| 1991/92 | Real Burgos    | Hiszpania | Primera División | 38    | 0      |

## Kariera reprezentacyjna
Swoje jedyne spotkanie w reprezentacji Hiszpanii Jiménez Ábalo rozegrał 18 listopada 1981 roku, wygrane 3:2 z Polską. W 1982 roku został powołany przez selekcjonera Joségo Santamaríę do kadry na Mistrzostwa Świata 1982. Na tym turnieju był rezerwowym.